# Bugtraq
Bugtraq — керований список розсилки про уразливості в програмному забезпеченні. Назва походить від виразу «bug track» — відстеження багів.
Bugtraq був створений 5 листопада 1993 року Скоттом Чейсіном у відповідь на передбачувані недоліки існуючої інфраструктури безпеки в Інтернеті того часу, зокрема CERT.
Політика Bugtraq заключається в публікації уразливостей незалежно від відповіді постачальника на повідомлення, що відповідає ідеям руху повного розкриття. Еліас Леві, зазначив у інтерв'ю, що в той час не було прийнято випускати патчі для свого обладнання. Тому основну увагу було приділено помилці, які не виправляли.
Список рзсилок спочатку не був керованим, але згодом корисні повідомлення стали втрачатися в потоці безнадійних, і 5 червня 1995 року Bugtraq почали модерувати. Еліас Леві був модератором з 14 червня 1996 року по 15 жовтня 2001 року.
Спочатку Bugtraq розмістився на Crimelab.com. Згодом він був переведений в проект NetSpace Браунського університету, який був реорганізований як Фонд NetSpace того ж дня, коли з'явився модернізація.
В липні 1999 року він став власністю новинного порталу SecurityFocus і був переміщений на його сервер. 
6 серпня 2002 року Symantec купила SecurityFocus в повному обсязі.